# Kalifatet Córdoba

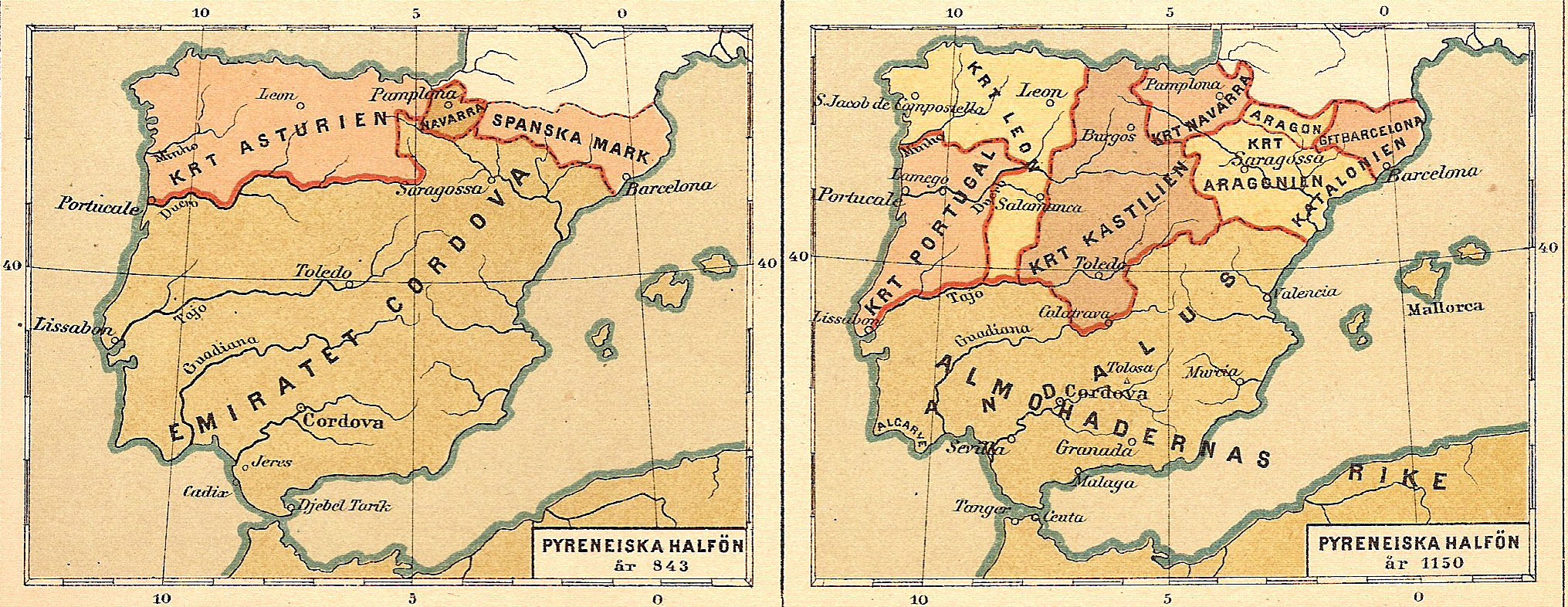
Historisk karta över Iberiska halvön och Kalifatet Córdoba (på kartan emirat) 843 e.Kr. och 1150 e.Kr.

Kalifatet Córdoba var det kalifat som regerade det islamiska Spanien (al-Andalus) och delar av Nordafrika (Maghreb) från staden Córdoba 929–1031. Den förste av de umayyadiska härskarna i Córdoba som gjorde anspråk på kalifvärdighet var Abd ar-Rahman III som tog sig titeln kalif av Córdoba 16 januari 929. Dessförinnan hade han och hans umayyadiska företrädare i staden sedan 756 kallat sig emir av Córdoba, och riket kallades Córdobaemiratet.

## Historik
Efter de sex år av flykt som följde efter den umayyadiska dynastin förlust av titeln kalif (i Damaskus) 750 blev Abd ar-Rahman I den förste med titeln "emir av Córdoba" efter att ha besegrat de lokala islamiska härskarna och förenat ett antal förläningar till ett sammanhängande emirat. 
Under nästan 300 år var emiratets härskare nöjda med titeln emir eller sultan. År 929 hotades dock Abd ar-Rahman III av en invasion från fatimiderna som inte bara gjorde anspråk på riket i Córdoba utan även kalifvärdigheten i trots mot det regerande kalifatet i Bagdad. Genom att ta sig titeln kalif kunde Abd ar-Rahman III stärka sin position gentemot sin undersåtar och han valde att behålla titeln även sedan fatimiderna slagits tillbaka.
Kalifen i Córdoba regerade över Spanien och norra Afrika under 100 år. Hela perioden har gått till historien som det islamiska Spaniens kulturellt och kommersiellt mest högtstående – många av den moriska konstens främst verk kom till under denna period.
Kalifatets domäner krympte dock successivt under hela denna period och då den siste kalifen, Hisham III, dog 1031 var besittningarna i Spanien de enda som återstod och de var uppdelade i ett antal självständiga taifariken som var för sig inte kunde stå emot de kristna arméerna.

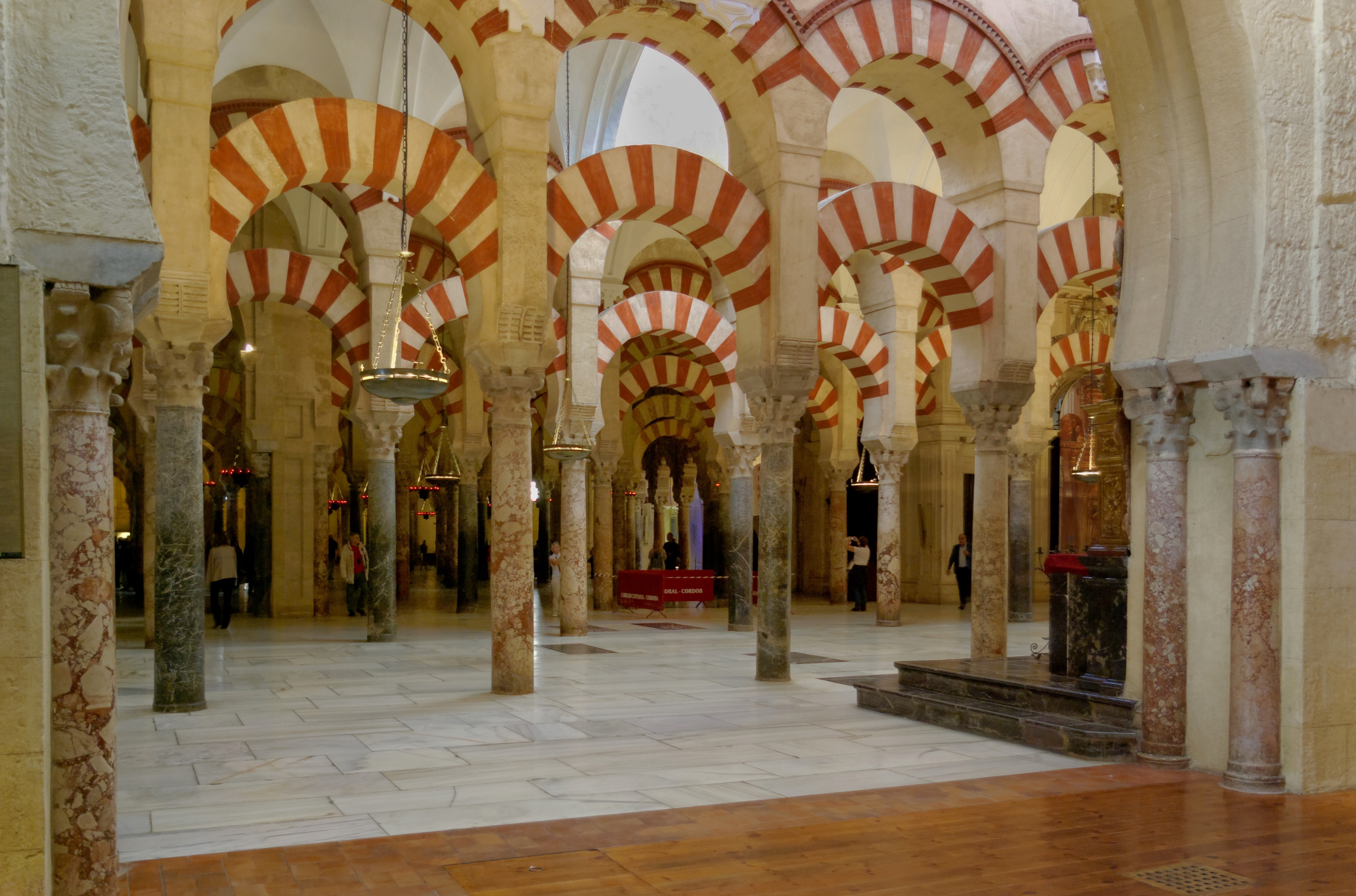
Mezquita, den umayyadiska moskén i Córdoba, idag katedral.

## Emirer av Córdoba
- Abd ar-Rahman I, 756–788
- Hisham I, 788–796
- al-Hakam I, 796–822
- Abd ar-Rahman II, 822–852
- Muhammad I, 852–886
- al-Mundhir, 886–888
- Abdallah ibn Muhammad, 888–912
- Abd ar-Rahman III, 912–929

## Kalifer av Córdoba
- Abd ar-Rahman III (som kalif) 929–961
- Al-Hakam II, 961–976
- Hisham II, 976–1008
- Mohammed II, 1008–1009
- Suleiman, 1009–1010
- Hisham II, 1010–1012
- Suleiman, 1012–1017
- Abd ar-Rahman IV, 1021–1022
- Abd ar-Rahman V, 1022–1023
- Muhammad III, 1023–1024
- Hisham III, 1027–1031